# 小谷信千代
小谷 信千代（おだに のぶちよ、1944年5月21日 - ）は、日本の仏教学者、大谷大学名誉教授。
兵庫県生まれ。1967年大谷大学文学部仏教学科卒業。1975年京都大学大学院文学研究科仏教学修士課程修了。1978年大谷大大学院博士課程満期退学。1984年大谷大学専任講師、1990年同助教授、1998年同教授。1999年「法と行 仏説の真意を求めて」で大谷大学博士（文学）。2010年定年退職、名誉教授。

## 著書
- 『法と行の思想としての仏教』文栄堂書店 2000
- 『摂大乗論講究』真宗大谷派宗務所出版部 2001
- 『世親浄土論の諸問題 二〇一二年安居本講』真宗大谷派宗務所出版部 2012
- 『真宗の往生論　親鸞は「現世往生」を説いたか』法藏館 2015
- 『虚妄分別とは何か』法藏館 2017
- 『法然・親鸞にいたる浄土教思想　利他行としての往生』法藏館 2022
- 『唯識説の深層心理とことば 『摂大乗論』に基づいて』法藏館 2023

### 共著
- 『倶舎論の原典研究 智品・定品』櫻部建・本庄良文共著 大蔵出版 2004
- 『倶舎論の原典研究 随眠品』本庄良文共著 大蔵出版 2007

### 翻訳
- 『倶舎論の原典解明 賢聖品』櫻部建共訳 法藏館 1999
- グレゴリー・ショペン『大乗仏教興起時代インドの僧院生活』春秋社 2000

## 論文
- CiNii>小谷信千代

## 注
1. 1 2 3 4 5 6 7 8 9  “大谷大学と私 No.147 : 無盡燈読むページ”. 大谷大学同窓会［無盡燈］.   大谷大学同窓会. 2023年11月10日閲覧。